# Intervista a Guy Goma

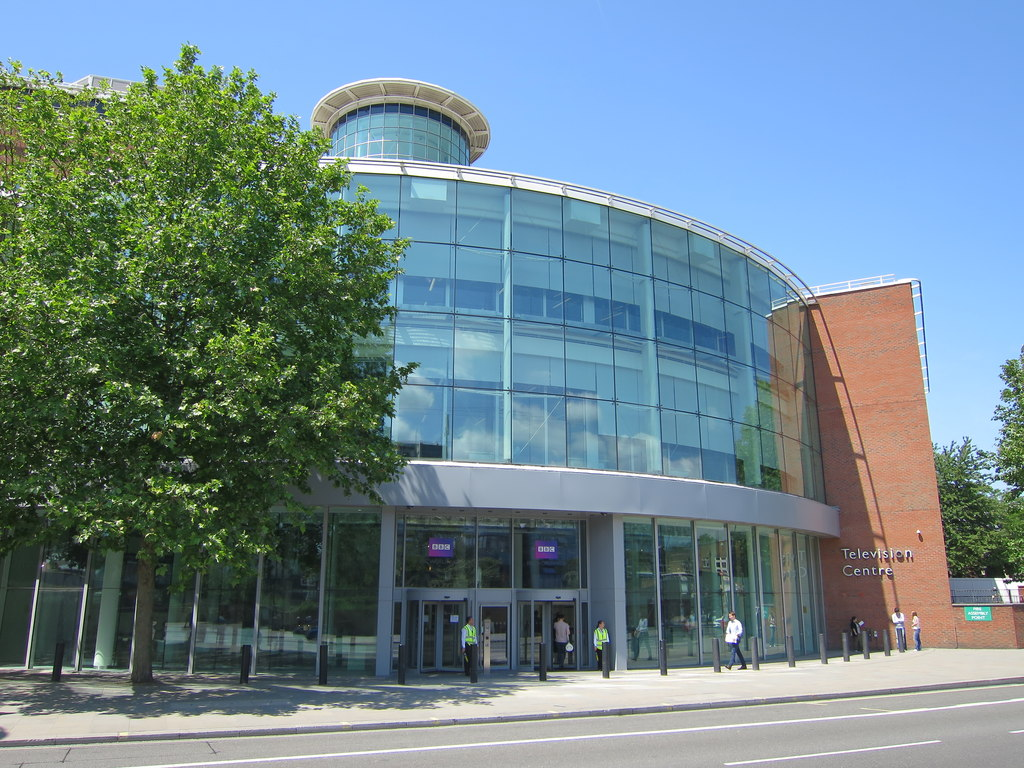
Lo scambio di persona avvenne presso il BBC Television Centre, a Londra.

L'intervista a Guy Goma è una vicenda accaduta l'8 maggio 2006 presso gli studi dell'emittente britannica BBC. In seguito a uno scambio di persona, la presentatrice Karen Bowerman, che avrebbe dovuto intervistare il giornalista Guy Kewney in merito alla disputa tra la Apple Corps e la Apple Computer, interrogò in diretta il tecnico dei computer congolese Guy Goma, giunto sul posto per un colloquio di lavoro. L'incidente divenne una delle papere più documentate della storia della BBC.

## Storia
L'8 maggio 2006, Guy Goma, un tecnico originario di Brazzaville (Repubblica del Congo) immigrato a Londra, si trovava nella reception principale del BBC Television Centre, nella zona ovest di Londra, in attesa di un colloquio per lavorare in ambito di data cleaning nel reparto di tecnologia dell'informazione dell'azienda. Contemporaneamente, il giornalista ed esperto di tecnologia britannico Guy Kewney, si trovava in un'altra reception per prepararsi a un'intervista televisiva in diretta sul caso giudiziario in corso tra la Apple Computer e l'Apple Corps, l'etichetta discografica dei Beatles.
Un produttore mandato a prendere Kewney andò nella zona sbagliata della reception; quando si avvicinò a Goma e gli chiese se fosse "Guy" e se fosse lì per una interview (che, in lingua inglese, significa sia "colloquio di lavoro" che "intervista"), Goma gli rispose affermativamente. Goma fu quindi condotto nello studio di News 24, venne truccato dal personale della BBC e successivamente condotto negli studi televisivi, dove lo dotarono di un microfono e venne fatto sedere di fronte a dalle telecamere; nonostante coltivasse delle perplessità su ciò che stava accadendo, Goma era convinto di essere a un vero colloquio di lavoro.
Quando l'intervistatrice Karen Bowerman lo presentò a tutti come "Guy Kewney", Goma si accorse dell'equivoco e rimase visibilmente scioccato. Onde evitare di creare scompiglio, tentò di rispondere meglio che poteva alle domande postegli riguardo alla controversia tra la Apple Corps e la Apple Computer e le conseguenze che ciò portava all'industria musicale, tentando comunque di lasciar intendere all'intervistatrice, con gentilezza, che ci fosse stato un equivoco (dichiarò: «Sono molto sorpreso che venga chiesto a me, non me lo sarei mai aspettato»). Quando Bowerman gli chiese se con questo cambiamento più persone scaricheranno musica online, lui affermò: «Se vai in giro vedi molte persone che scaricano cose e utilizzano internet dovunque vogliano. Credo sia ottimo per lo sviluppo e anche per permettere alle persone di trovare ciò che cercano nel modo più veloce possibile». Quando il vero Kewney si accorse che al suo posto era presente un'altra persona, rimase anch'egli scioccato da ciò che era appena accaduto.
Venti minuti dopo l'intervista, Goma andò al colloquio di lavoro, ma non venne assunto.
Circa una settimana dopo, la BBC si scusò con gli spettatori per l'errore. L'ente televisivo realizzò un'intervista con Kewney, che però non andò mai in onda. L'argomento venne affrontato in seguito da un altro giornalista ed esperto in materia tecnologica di nome Rupert Goodwins.

## Conseguenze
L'intervista causò una certa ilarità e rese Goma protagonista di varie interviste. Il 16 maggio 2006, otto giorni dopo l'imprevisto, il tecnico congolese apparve nel programma televisivo Channel 4 News, dove venne scherzosamente presentato rispettivamente nelle vesti di cittadino venezuelano, avvocato e medico in merito a questioni inerenti a Hugo Chávez, il rilascio dei prigionieri stranieri in Gran Bretagna e i britannici in cerca di cure mediche all'estero. Lo stesso giorno, Goma apparve nuovamente su BBC News 24 per parlare della sua esperienza. Sempre nel 2006, figurò nella trasmissione The Big Fat Quiz of the Year. Nell'ottobre 2023, Goma comparì nel programma Have I Got News for You sempre della BBC, nella quale rivestì al contempo i panni del conduttore e di tre dei quattro intervistati.
Pochi giorni dopo l'intervista, Kewney affermò che l'accaduto lo avrebbe in un primo momento divertito, in seguito avrebbe temuto che ciò avrebbe intaccato la sua reputazione.
Sempre nel 2006, la produttrice cinematografica Alison Rosenzweig asserì di aver iniziato a lavorare a un film sulla vita di Goma (dichiarò che è «divertente, quel tipo di persona che offre spunti interessanti per creare dei film»). La pellicola non ha mai visto la luce.

L'intervista tornò in auge nel 2016, durante il decennale. In tale anno, alcuni sostennero che le previsioni di Goma si fossero rivelate in buona parte corrette. Ciò non è però condiviso da Joel Golby del sito web Vice, che dedicò a Goma un elogio umoristico:
In una puntata del podcast Accidental Celebrities, trasmessa nel 2023 e alla quale parteciparono anche Josh Pieters e Archie Manners, Goma dichiarò che avrebbe fatto causa alla BBC per "non aver ricevuto un solo centesimo" in royalty per aver utilizzato la sua intervista nell'arco di vent'anni. Il tecnico asserì di aver contattato l'emittente televisiva nella speranza di ottenere un utile in termini economici, ma senza successo.
L'espressione di stupore fatta da Goma quando, durante l'intervista, si accorse dell'equivoco, divenne un meme di Internet.